# São Fernando
São Fernando là một đô thị thuộc bang Rio Grande do Norte, Brasil. Đô thị này có diện tích 404,415 km², dân số năm 2007 là 3034 người, mật độ 7,5 người/km².